# Chaetopteryx
Genre
Chaetopteryx est un genre d'insectes trichoptères de la famille des Limnephilidae.

## Espèces rencontrées en Europe
- Chaetopteryx atlantica Malicky, 1975
- Chaetopteryx biloba Botosaneanu, 1960
- Chaetopteryx bosniaca Marinkovic-Gospodnetic, 1959
- Chaetopteryx bulgaricus Kumanski, 1969
- Chaetopteryx clara McLachlan, 1876
- Chaetopteryx denticulata Decamps, 1971
- Chaetopteryx euganea Moretti & Malicky, 1986
- Chaetopteryx frontisdraconis Botosaneanu, 1993
- Chaetopteryx fusca Brauer, 1857
- Chaetopteryx gessneri McLachlan, 1876
- Chaetopteryx gonospina Marinkovic-Gospodnetic, 1966
- Chaetopteryx goricensis Malicky & Krusnik, 1986
- Chaetopteryx irenae Krusnik & Malicky, 1986
- Chaetopteryx lusitanica Malicky, 1974
- Chaetopteryx major McLachlan, 1876
- Chaetopteryx marinkovicae Malicky & Krusnik, 1988
- Chaetopteryx maximus Kumanski, 1968
- Chaetopteryx polonica Dziedzielewicz, 1889
- Chaetopteryx rugulosa Kolenati, 1848
- Chaetopteryx sahlbergi McLachlan, 1876
- Chaetopteryx schmidi Botosaneanu, 1957
  - Chaetopteryx schmidi mecsekensis Nogradi, 1986
  - Chaetopteryx schmidi noricum Malicky, 1976
  - Chaetopteryx schmidi schmidi Botosaneanu, 1957
- Chaetopteryx singularis Klapalek, 1902
- Chaetopteryx stankovici Marinkovic-Gospodnetic, 1966
- Chaetopteryx subradiata Klapalek, 1907
- Chaetopteryx trinacriae Botosaneanu, Cianficconi & Moretti, 1986
- Chaetopteryx villosa Fabricius, 1798
- Chaetopteryx vulture Malicky, 1971